# Marco Sartori
Marco Enrico Sartori (Milán, 14 de diciembre de 1938-Pavía, 7 de junio de 2015) fue un deportista italiano que compitió en vela en la clase Flying Dutchman. Ganó dos medallas en el Campeonato Mundial de Flying Dutchman, bronce en 1963 y plata en 1965.

## Palmarés internacional
| Campeonato Mundial | Campeonato Mundial | Campeonato Mundial | Campeonato Mundial |
| Año                | Lugar              | Medalla            | Clase              |
| ------------------ | ------------------ | ------------------ | ------------------ |
| 1963               | Tutzing (RFA)      | Medalla de bronce  | Flying Dutchman    |
| 1965               | Alassio (Italia)   | Medalla de plata   | Flying Dutchman    |